# پایگاه هوایی گرنیت ماونتن
پایگاه هوایی گرنیت ماونتن (به انگلیسی: Granite Mountain Air Station) یک فرودگاه خصوصی با کد یاتا GMT است که یک باند فرود شن دارد و طول باند آن ۱۱۸۰ متر است. این فرودگاه در کشور ایالات متحده آمریکا قرار دارد و در ارتفاع ۴۰۰٫۲ متری از سطح دریا واقع شده‌است.